# Гечови, Штефан
Штефан Константин Гечови (алб. Shtjefën Konstantin Gjeçovi; 1874, Янево, вилайет Призрен, Османская империя — 1929, Джяковица , Королевство Югославия) — албанский священник, теолог, этнолог и фольклорист. Монах-францисканец. Один из основателей албанской фольклористики.

## Биография
Штефан Гечови — косовский албанец-католик. В 1892 году вступил в католический орден францисканцев. Изучал теологию и право в университете Инсбрука и Лёвенском католическом университете.
В начале XX века начал заниматься исследованиями национальных традиций и легенд албанцев, в первую очередь, в северной части Албании. С 1905 по 1920 гг. жил среди албанских горцев, собирая песни, предания, племенные законы, занимался археологией и фольклором.
Собранные материалы, начиная с 1913 года, публиковал на страницах шкодерского ежемесячника «Hylli i Dritës» (Светлая звезда).
Главной работой Ш. Гечови является проведённая в 1913 году кодификация устных версий монументального произведения исторического и культурного характера — «Кануна Леки Дукаджини» («Kanuni i Lekë Dukagjinit») — свода правил, семейных и общественных законов албанцев, впервые систематизированных князем Лекой III Дукаджини. На его основе выросла и совершенствовалась мораль албанских горцев. Впервые «Канун» был опубликован в 1933 году, после смерти Ш. Гечови.
Ему же принадлежит сборник албанских песен воинов пограничья — «Këngë Kreshnikësh or Cikli i Kreshnikëve»
Ш. Гечови в 1929 году был застрелен в селе Зюм (юго-восточнее Джяковицы) радикальным сербским националистом.